# Gregorio Nardi
Gregorio Nardi (Firenze, 3 febbraio 1964) è un pianista italiano.

## Biografia
Nipote di Piero Bargellini, fino al 1987 studia pianoforte con i nonni paterni Rio Nardi e Gregoria Gobbi per poi diventare allievo di Wilhelm Kempff.
Nel 1983 vince il sesto premio al concorso internazionale Artur Rubinstein per poi aggiudicarsi il secondo premio al concorso Franz Liszt svoltosi a Utrecht, nel 1986.
La sua prima registrazione lisztiana – Réminiscences des Puritains – è stata scelta da J. Methuen-Campbell (Gramophone, 1990) tra le migliori pubblicazioni dell'anno. Successivamente, Nardi ha inciso altri due dischi lisztiani – Composizioni Religiose; Vom Tode – e, in prima assoluta, numerose composizioni inedite del giovane Robert Schumann, di Ferdinand Hummel, di Arnold Schönberg, di autori italiani del Novecento.
Dal 1992 è stato attivo come critico dapprima sulla rivista discografica CD Classica, per poi scrivere recensioni e saggi sulla storia dell'interpretazione pianistica, in particolare sul mensile Musica, e sulla storia degli autori ebrei (The Orel Foundation). Ha tenuto master class e letture universitarie in Italia e all'estero.
Dal 1994, per più di dieci anni, è stato direttore artistico dell'Associazione Musicale di Santa Cecilia a Crevole (Siena). 
Collabora, fin dalla fondazione, con ICAMus (The International Center for American Music) in una serie di progetti per la diffusione della musica classica americana. È cofondatore e direttore artistico di FLAMEnsemble – gruppo di 22 solisti per la musica contemporanea – e del Florence Chamber Music Festival che, nelle sue edizioni, ha presentato concerti monografici dedicati a Elliott Carter, Klaus Huber, George Crumb, Salvatore Sciarrino, Henri Pousseur, György Kurtág, György Ligeti, John Cage.
Il 5 dicembre 2015, in occasione della XXXIII edizione del Premio Firenze ospitato a Palazzo Vecchio, ha vinto il Fiorino d'Argento per il suo libro "Con Liszt a Firenze.
Nel corso degli anni ha collaborato con artisti come Marianne Pousseur, Carla Fracci, Lina Sastri, Ferruccio Soleri, Il'ja Grubert, Renato Zanettovich e suonato con orchestre quali la Jerusalem Symphony Orchestra, Orchestra Sinfonica di Sanremo, Nederlands Philharmonisch Orkest, Noordelijk Filarmonisch Orkest, Het Gelders Orkest, Limburgs Symphonie Orkest, OSS, Orchestre de la RTL, Deutsche Kammerakademie Neuss, Brandenburger Symphoniker, Orchestre de Saintes, Orchestra Academia Szczecin, National Academic Orchestra of Bucarest, Camerata Strumentale di Prato, Orquesta Sinfónica Eafit di Medellín (Colombia).Ha inoltre approfondito la pratica degli strumenti originali ed è stato più volte invitato in Francia e in Italia da Philippe Herreweghe.

## Profilo artistico
L'attività artistica di Nardi si è incentrata sulla ricerca di composizioni nuove, inedite o sconosciute; in particolar modo, ha approfondito lo studio di compositori ebrei e a opere del primo romanticismo riconducibili a Alkan, Ignaz Moscheles, Jan Václav Voříšek, Carl Maria von Weber. Ha eseguito diverse opere mai suonate o non più eseguite da molti anni, come la prima versione della Concord Sonata di Charles Ives, 2 canoni e il Klavierstück: frei nach Schumann di Johannes Brahms, 12 brani di Hans Rott, 3 studi e 3 Preludi e Fuga di Busoni, i 17 Fragmente di Schönberg e 2 Intermezzi dall'Ulisse di Luigi Dallapiccola trascritti da Franco Donatoni. Nel 2003 ha eseguito per la prima volta l'integrale dei 18 Songs del Song-Book di George Gershwin, sia nella versione con canto, sia nella versione solistica, ricostruiti da Nardi attraverso le testimonianze dell'epoca e le registrazioni di Gershwin. Alcuni autori contemporanei hanno espressamente scritto per Nardi, tra gli altri Luciano Berio, Henri Pousseur, Roman Vlad, Gwyn Pritchard, Andrea Cavallari.
Nardi si è dedicato inoltre allo studio degli inediti pianistici di Schumann, concernenti soprattutto il periodo giovanile, eseguendoli successivamente in concerto.

## Registrazioni
Percorsi nel recital, Visioni oltre il repertorio, Vol. 7 - Avanguardie italiane del Settecento Sonate di A.B. Della Ciaja, G.M. Rutini, M. Clementi. [Limenmusic 2023] 
Percorsi nel recital, Visioni oltre il repertorio, Vol. 6 - La Nuova Musica: Germania e Italia Trascrizioni di F. Liszt da autori tedeschi (Schubert, Spohr, Schumann, Wagner, Franz, Lassen Buelow, Lessmann) Verdi-Liszt: Don Carlos, Coro di Festa e Marcia Funebre. Paraphrase de concert sur Rigoletto. [Limenmusic 2023]
Percorsi nel recital, Visioni oltre il repertorio, Vol. 5 - The Shadow Line Sonata in si bemolle op. 22 (Beethoven), Das Heimweh (Schuncke), Sonata in la minore D. 537 (Schubert), Tre Romanze (Luigi Ferdinando Casamorata), Variationen über das Motiv von Bach “Weinen, Klagen, Sorgen Zagen” (Liszt) [Cd Limenmusic 2019]

Percorsi nel recital, Visioni oltre il repertorio, Vol. 4 - Richard Wagner Elsa's Brautgang (Liszt), Im Treibhaus (Stradal), Pilgerchor (Godowsky), Gesang der Rheintöchter (Klindworth), Siegmund's Liebesgesang (Tausig), Schmerzen (Stradal), Tristan und Isolde (Jaëll), Parsifal (Buonamici), Gebet der Elisabeth (Godowsky), Albumblatt, Ankunft bei den Schwarzen Schwänen, Album-Sonate, Elegie, Elsa's Traum (Liszt) [Cd + DVD Limenmusic CDVD025C025]
Percorsi nel recital, Visioni oltre il repertorio, Vol. 3 - Beethoven Backstage    Ludwig van Beethoven: 6 Bagatelle op. 126 - Klavierstücke e frammenti degli anni 1783-1800 - Quattro intermezzi per la Sonata in do min. op.10 n. 1 (1796-1799) - Frammenti, Klavierstücke e un'Anglaise del quaderno BH 114 (1793–94) - Frammenti e composizioni degli anni 1802-1810 - Klavierstücke e frammenti degli anni 1818-1827   [Cd + DVD LimenMusic CDVD038C038]
Percorsi nel recital, Visioni oltre il repertorio, Vol. 2   Franz Liszt: Fantasie und Fuge über das Thema B-A-C-H  - Praeludium "Weinen, Klagen, Sorgen, Zagen" - Fréderéric Chopin: Ballade n. 1, op. 23 - Prelude op. 45 - Robert Schumann: Variationen über ein Thema von Ignaz Ferdinand Freiherr von Fricken - Ludwig van Beethoven: Praeludium - Sonata op. 110
[Cd + DVD LimenMusic CDVD024C024]
Percorsi nel recital, Visioni oltre il repertorio, Vol. 1    Luigi Cherubini : Capriccio, ou Etude pour le fortepiano - Franz Joseph Haydn : Capriccio Hob. XVII/1 - Sonata in Fa minore Hob. XVII/6 (Andante con Variazioni – Variationenen über die Hymne 'Gott erhalte'  [Cd + DVD LimenMusic CDVD012C012]
Nächtliche Stimmen (Voci Notturne), Melodramen e Lieder- con Claudia Marie-Thérèse Hasslinger (mezzo-soprano e voce recitante). EMA Records 40012
Löffelholz-Lieder con il Baritono Leonardo Wolovsky. Lupi: Cinque canti trovadorici; Castelnuovo-Tedesco: Three sephardic songs; G. Nardi: Löffelholz-Lieder; Ibert: Chansons de Don Quichotte; Berg: Nun ich der Riesen; P. R. Nardi: Due melodie; Ives: Ich grolle nicht; Zangelmi: Die Brücke; Schönberg: Abschied.  [Phoenix 00616]
Franz Liszt: Vom Tode su commissione della Heinrich-Heine-Universität-Düsseldorf. Erlkönig; Vom Tode; Funérailles; Chasse-Neige; Sunt Lacrymae rerum; Aux Cypres de la Villa d’Este I; Csárdás macabre; La lugubre Gondola I e II; Rapsodia Ungherese n. 17; Trauervorspiel und Trauermarsch. [Phoenix PH 99521] 
Robert Schumann: Papillotten    Schumann: 6 Walzer; Papillons Musicals; 5 canoni; 2 Burle; Papillons inediti; 5 Papillotten; Je ne suis q’un songe; Intermezzi op. 4; Papillons n. 2. Brahms: Frei nach Schumann; Papillon; Kreis-Kanon; Kanon. [Phoenix PH 05001]
Robert Schumann: Variations Pathétiques     Variationen über ein Thema von Beethoven; Variations sur un Notturno de Chopin; Variationen zum Preziosamarsch (Weber); Variations Pathétiques; Variationen zum Glökchenthema (Paganini); Sehnsuchtswalzervariationen (Schubert); Sonata op. 22.  [Phoenix PH 99522]
Robert Schumann: Fantaisies et Finales    Fantaisies et Finale; Quasi Variazioni (prima versione); Impromptus op. 5 (prima versione). [Phoenix PH 98401]
Arnold Schönberg: 17 frammenti – Anton Webern: 5 composizioni   Schönberg: 3 Klavierstücke, 17 Fragmente. Webern: Satz, Sonatensatz, Kinderstück, Klavierstück, Variationen op. 27.  [Phoenix PH 99505]
Ferenc Liszt: le composizioni religiose per pianoforte 1   Invocation; Litanei; Variationen über das Thema Weinen, Klagen; Osterhymne; Via Crucis. [Phoenix PH 97312] 
Ferenc Liszt: Réminiscences des Puritains, first recording, and other rare piano works    Réminiscences des Puritains; Phantasie und Fuge über das Thema BACH; Variationen über das Thema Weinen, Klagen, Sorgen, Zagen; Berceuse.  [Dynamic CDS 58]